# Wilhelm Wolff (Geologe)
Wilhelm Wolff (* 13. Juli 1872 in Schleswig; † 17. September 1951 in Berlin-Frohnau) war ein deutscher Geologe und Heimatdichter.

## Leben
Wolffs Vater war Direktor der Domschule in Schleswig. Wolff studierte Naturwissenschaften und wurde 1896 an der Universität München promoviert. Anschließend arbeitete er für die Preußische Geologische Landesanstalt. Wolff beschäftigte sich in erster Linie mit der Geologie Schleswig-Holsteins und Hamburgs und veröffentlichte zahlreiche Abhandlungen. Daneben arbeitete er an verschiedenen Kartenblättern und Erläuterungen für die Geologische Karte von Preußen mit. Wolff war daneben auch schriftstellerisch tätig und verfasste Gedichte.

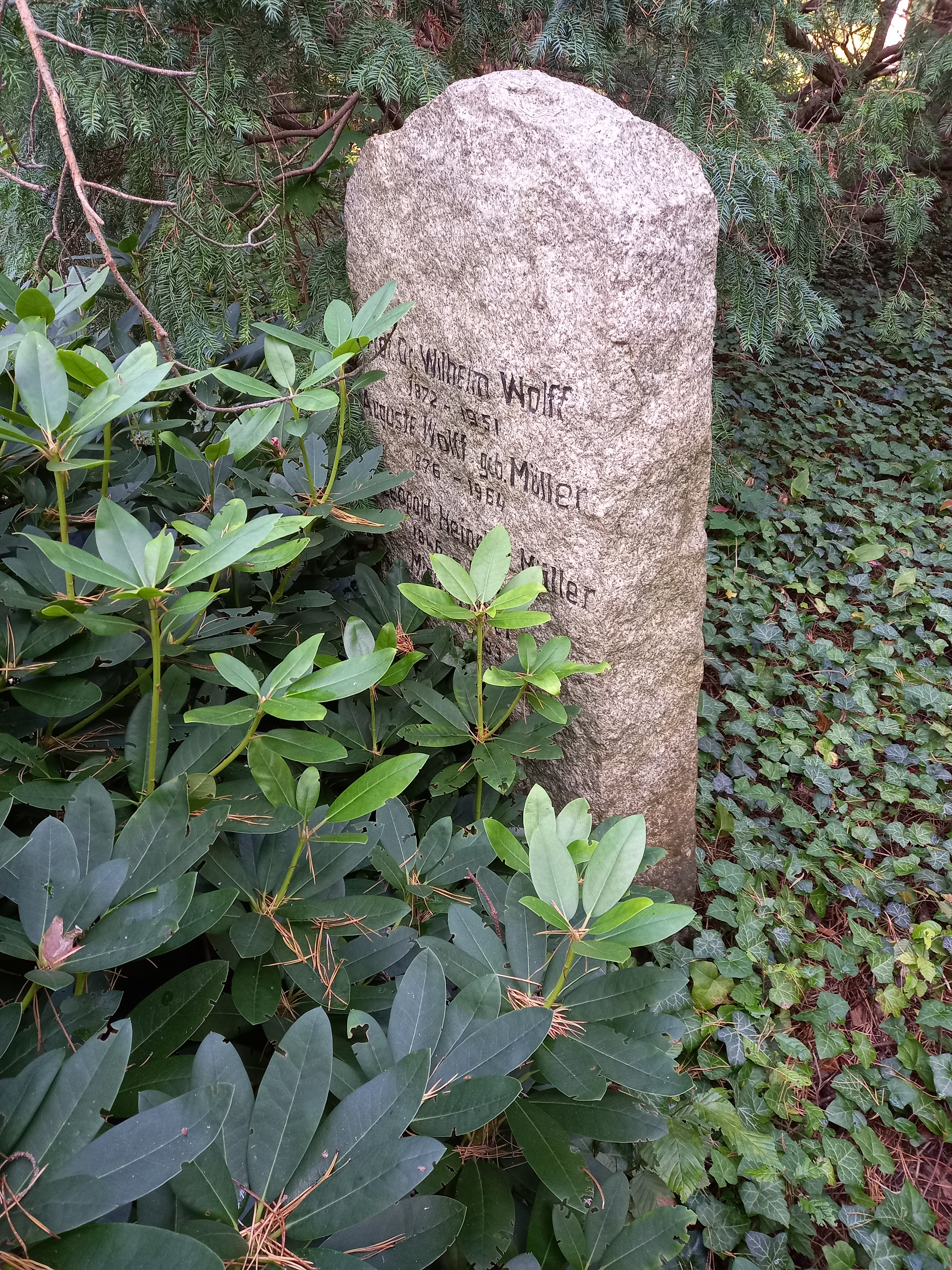
Das Grab von Wilhelm Wolff und seiner Ehefrau Auguste geborene Müller auf dem Friedhof Frohnau in Berlin

## Schriften (Auswahl)
- Die Fauna der südbayerischen Oligocaenmolasse. In: Palaeontographica, Bd. 43 (1897), S. 223–311 (Zugl.: München, Univ., Diss., 1897).
- Zur Kritik der Interglacial-Hypothese. In: Naturwissenschaftliche Wochenschrift. N.F. Bd. 2, Bd. 26 (1903).
- Die Entstehung der Insel Sylt. Pfennigsdorf, Halle a.S., Westerland 1910.
- Zur Geologie von Helgoland. In: Jahrbuch der Königlich Preußischen Geologischen Landesanstalt. Bd. 32 (1911), Teil 1, Heft 1, S. 183–186.
- Der Aufbau des norddeutschen Tieflandes unter besonderer Berücksichtigung des Grundwassers. Laubsch & Everth, Berlin 1912.
- Das Diluvium der Gegend von Hamburg. In: Jahrbuch der Preußischen Geologischen Landesanstalt. Bd. 36 (1915), Teil 2, Heft 2, S. 117–324 (Digitalisat).
- Erdgeschichte und Bodenaufbau Schleswig Holsteins. Friederichsen, Hamburg 1919.
- Entstehung und Aufbau des Bodens von Schleswig-Holstein. Altona 1919.
- Über die Beziehungen zwischen Moor und Marsch im Lande Hadeln: ein Beitrag zur Senkungsgeschichte der Nordseeküste. In: Jahrbuch der Preussischen Geologischen Landesanstalt. Bd. 43 (1922), S. 266–272.
- Die Entwicklungsgeschichte der Nordsee und die neuzeitliche Küstensenkung. In: Deutsche Wasserwirtschaft. Bd. 1 (1925), S. 17–21.
- Über die Bedeutung von Feinmessungen für die Erforschung der gegenwärtigen Erdkrustenbewegungen Nordwestdeutschlands, insbesondere des Küstengebietes. In: Zeitschrift der Gesellschaft für Erdkunde zu Berlin (1929) Nr. 7/8, S. 242–261.
- Die Bodenbildungen Schleswig-Holsteins und ihr Verhältnis zu den geologischen Bodenarten. In: Jahrbuch der Preußischen Geologischen Landesanstalt zu Berlin. Bd. 51 (1930), S. 141–173.
- Magnetische Messungen im Ostharz und seiner weiteren Umgebung. Preußische Geologische Landesanstalt, Berlin 1931 (Beiträge zur physikalischen Erforschung der Erdrinde; 5).
- Magnetische Messungen bei Hüttenrode im Harz. Preußische Geologische Landesanstalt, Berlin 1931 (Beiträge zur physikalischen Erforschung der Erdrinde; 6).
- Worauf beruht die „Küstenertränkung“ an der Nordsee? In: Forschungen und Fortschritte (Nachrichtenblatt der Deutschen Wissenschaft und Technik). Bd. 15 (1939), Nr. 9, S. 118f.
- Bodenerosion in Deutschland. In: Die Erde (1950/51), Heft 3/4, S. 215–228.